# Imperio Medio de Egipto
El Imperio Medio (ca. 2050 - 1750 a. C.) se inicia con la reunificación de Egipto bajo el reinado de Mentuhotep II, a mediados de la dinastía XI, dando fin al denominado Primer periodo intermedio de Egipto. Esta época comprende la segunda parte de la dinastía XI y la dinastía XII. 
Algunos egiptólogos consideran que las dinastías XIII y XIV también pertenecen al Imperio Medio de Egipto.
Le siguió el Segundo periodo intermedio de Egipto, en el que vuelve a perderse la unidad política en Egipto.

## Mentuhotep II: el primer intento de sometimiento de los nomarcas

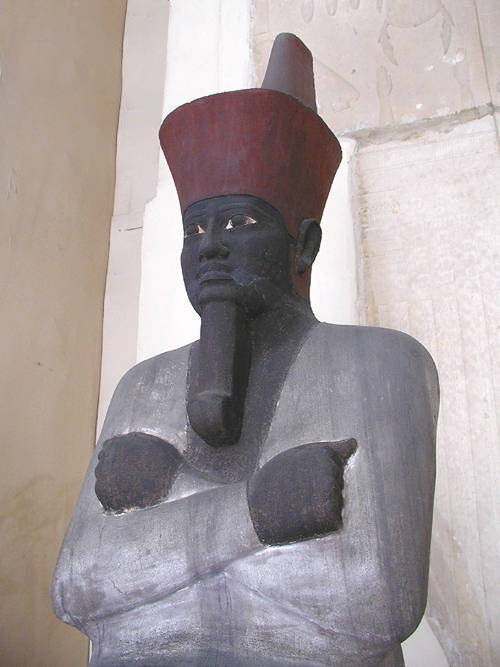
Mentuhotep II, el primer faraón del Imperio Medio, representado como el dios Osiris.

Antiguo Egipto, Imperios Antiguo y Medio.

A pesar de la unificación, bajo los gobernantes tebanos los nomarcas seguían teniendo bastante poder dentro de sus tierras en los principios del periodo. El primer objetivo de Mentuhotep, después de conquistada la ciudad de Heracleópolis, fue lograr la dominación efectiva en todo el reino. Para ello realizó una serie de intervenciones políticas en los nomos, deponiendo a gobernadores desleales o rebeldes, reemplazándolos por hombres fieles, directamente designados por el faraón, o asegurándose la sumisión de otros, sin destituirlos, y premiando a los adeptos. Subordinó el nomo de Heracleópolis (rival de Tebas durante el Primer periodo intermedio) al de la ciudad vecina de Heliópolis, antiguo centro religioso. 
También impuso presencia del ejército y planteo el sistema administrativo: restituyó a los inspectores reales (especialmente en Heracleópolis) y al cargo de Chaty (primer ministro) y nombró gobernadores directos en el Bajo Egipto, en el desierto oriental y en la frontera con Nubia. A pesar de todo, en muchos nomos, principalmente del Egipto Medio, solo logró establecer un sistema de tipo casi feudal, es decir, de simple lazo de fidelidad nomarca-faraón, sin un gobierno central directo, además el rey era asesorado por el llamado Consejo de Grandes; todo esto hacía imposible un verdadero poder absoluto, como el del Imperio Antiguo, no lográndose tampoco una dominación plena. Mentuhotep intentó dar la imagen de rey de todo Egipto, como entidad política y cultural, como considerarse sobrino de Ra. En cuanto a su actividad militar, centró sus campañas en Nubia, con el objetivo de restablecer las rutas comerciales y la explotación minera. El otro foco de atención exterior fue reforzar las fronteras del delta del Nilo para impedir gente  de pueblos nómadas.

## Amenemhat I: el proceso de centralización
La dinastía XI desapareció después de una sucesión de reyes débiles, desatándose una crisis sucesoria. El chaty Amenemhat, originario del Alto Egipto, logró finalmente imponerse tras derrotar a un pretendiente al trono surgido en la región de Nubia. Amenemhat I (1991-1962 a. C.) y justificó su ascensión mediante la denominada Profecía de Neferti: 
"Entonces un rey vendrá del sur, Ameny de nombre, hijo de la mujer de Ta-Seti, hijo del Alto Egipto".
Amenemhat I reforzó activamente el centralismo monárquico, tanto modificando la extensión de los nomos y deponiendo nomarcas a su antojo, como modificando o suprimiendo las antiguas instituciones políticas y judiciales en las que tenía cabida la nobleza. Se trasladó la capital de Tebas a Itytauy, próxima a El Lisht, en el Egipto Medio. Esto le permitió imponer un gobernador no hereditario en Tebas, la capital de la anterior dinastía, y contener las ambiciones de la nobleza del Alto Egipto y del clero de Amón en Tebas.
Amenemhat I, en su 20.º  año de reinado, nombró corregente a su hijo Sesostris I (Senusert), para evitar problemas sucesorios y que el relevo de mando fuera paulatino. Así se estableció la pauta de sucesión seguida por la dinastía. De todos modos el final del reinado de Amenemhat I fue violento, ya que murió asesinado por una conspiración del harén. No obstante Sesostris I, que se encontraba combatiendo contra los libios, se impuso y la línea dinástica no se interrumpió. Este hecho sería inspiración de varias obras: Instrucciones de Amenemhat I a su hijo Senusert I (análisis político) y El relato de Sinuhé, obra culmen de la literatura egipcia.

## Kush (Nubia)
La actividad militar exterior comenzó a desarrollarse plenamente hacia el final del reinado de Amenemhat I (durante la corregencia de su hijo Sesostris I), una vez apaciguados los conflictos internos. En Kush se realizaban campañas periódicas en las que se tomaban los enclaves de acceso a las minas de oro, cobre y piedra (alabastro, diorita) estableciéndose guarniciones militares permanentes y colonias egipcias, iniciándose así el proceso de penetración cultural. El faraón más activo en cuanto a la expansión hacia Kush fue Sesostris I (1962-1928), alcanzando la tercera catarata. La principal fortaleza y guarnición se construyó en Buhen, a la altura de la segunda catarata. Sesostris III (1878-1842) a su vez dirigió activamente la construcción de fortalezas.
La provincia de Kush dependía del gobernador de Siena, esto en el punto más austral del Alto Egipto. Más tarde, a raíz de las reformas administrativas de Sesostris III, Kush dependería de un visir propio.

## El Fayum
El Fayum es el nombre moderno de un lago que surge al oeste del río Nilo a partir de uno de sus brazos. Sus nombres egipcios eran Mer-Uer (traducido al griego como Moeris) y Sha-resy. Uno de los principales objetivos económicos de la dinastía XII fue potenciar su rendimiento agrícola. Ya el traslado de la capital a Itytauy, bajo Amenemhat I, refleja el especial interés por la región, y desde Sesostris I (c. 1962-1928) hay constancia de la expansión agrícola, paralelamente a la realización de obras de regadío y regulación de las aguas, y a la construcción de nuevas ciudades.
Gracias a las obras de regadío se alcanzó un gran desarrollo en el cultivo de trigo, lino y vid; también destacaba la explotación pesquera.
El más ambicioso proyecto de irrigación data del reinado de Sesostris II (c. 1895-1878), que incluía un dique con esclusas para el drenaje, y actividad urbanística. El proyecto hidráulico sería finalizado durante el reinado de Amenemhat III (Amenemes III) (c. 1842-1797). Este último es el más próspero de la dinastía XII, debido en gran parte a las grandes inundaciones que se registraron en él.
La principal ciudad de El Fayum era Cocodrilópolis (nombre griego) o Per-Sebek (nombre egipcio; ambos significan Ciudad del Cocodrilo). Era el principal centro de culto a Sobek, el dios cocodrilo; de hecho el lago poseía una importante cantidad de cocodrilos. El especial interés de Amenemhat III por esta zona se vio reflejado en la construcción de su propio complejo funerario (muy admirado por los griegos, y conocido por ellos como El Laberinto) no muy lejos de la zona, o en la erección de dos estatuas suyas a la entrada del canal que unía el lago con el Nilo.

## Características culturales y artísticas

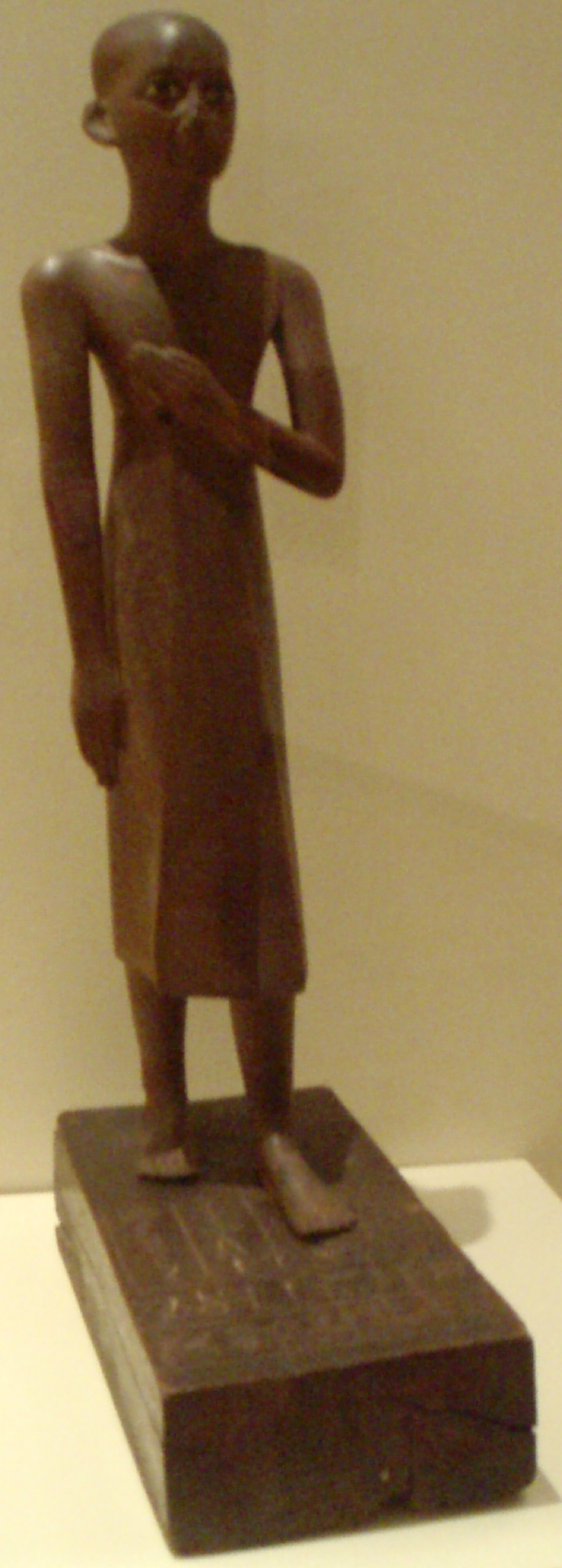
Estatuilla de Iby-ref: nomarca del Imperio Medio.

La principal característica del Imperio Medio, contrastando con periodos anteriores, fue que a pesar del centralismo político, se observa en las expresiones artísticas, una tendencia hacia una representación "humanizada" de la realeza. El arte del Imperio Medio se caracteriza por el mayor realismo en general, y en particular en los retratos, y este mismo criterio lo imitó la nobleza egipcia.

## Cambios religiosos
En religión, se observa el gran ascenso de los dioses venerados en Tebas (la nueva capital), y sobre todo de Amón. Cada ciudad solía tener una tríada de dioses: en Tebas eran un padre (Amón), una madre (Mut) y un hijo (Knonsu).

## Actividad comercial
Destaca la relación con los dos centros comerciales más importantes del Mediterráneo Oriental: la isla de Creta (en la actual Grecia) y la ciudad de Biblos (en el actual Líbano). Creta era la principal potencia naval de la época, y su principal producción era la cerámica, muy estimada en Egipto. Biblos, abastecía de madera a Egipto, y su relación oscilaba entre la alianza comercial y el vasallaje. De hecho Sesostris III (1878-1842 a. C.) realizó campañas militares contra Biblos, permitiendo el establecimiento de la hegemonía egipcia en la región. 
Otra de las principales rutas comerciales era el mar Rojo; el principal cliente era Punt (identificado con la actual Somalia), país productor de incienso, que llegaba a Egipto a través de los puertos del mar Rojo. En el reinado de Sesostris I (c. 1962-1928 a. C.) se construyó un canal que unía el mar Rojo con uno de los brazos del delta del Nilo, posibilitándose la conexión entre los mares Rojo y Mediterráneo. 
También se promovió la actividad comercial con Kush, aunque el principal interés de los egipcios era su explotación minera.
El reinado de Amenemhat II (c. 1928-1895 a. C.) es considerado el más próspero de la dinastía XII en cuanto a comercio internacional.

## Cronología del Imperio Medio
Cronología estimada por los siguientes egiptólogos: 
- Primer faraón: Mentuhotep II Nebhepetra
  - 2066-2014 (Dodson)
  - 2061-2011 (Redford)
  - 2055-2004 (Shaw)
  - 2050-1999 (Malek)
  - 2046-1995 (Von Beckerath)
  - 2040-2009 (Grimal)
  - 2008-1957 (Franke)
    - Mentuhotep II Sanjibtauy

  - 2061-2040 (Grimal)
  - 2011-2000 (Redford)

- Último faraón: Neferusobek
  - 1805-1801 (Malek)
  - 1799-1795 (Shaw)
  - 1798/97-1794/93 (Von Beckerath)
  - 1790-1786 (Redford)
  - 1790-1785 (Grimal)
  - 1787-1783 (Arnold)
  - 1785-1781 (Dodson)
  - 1763-1759 (Franke)
  - 1760-1756 (Krauss)

- Véase: Dinastías de Egipto: cronología comparada